# Quai Saint-Pierre (Cannes)
Pour les articles homonymes, voir Quai Saint-Pierre.

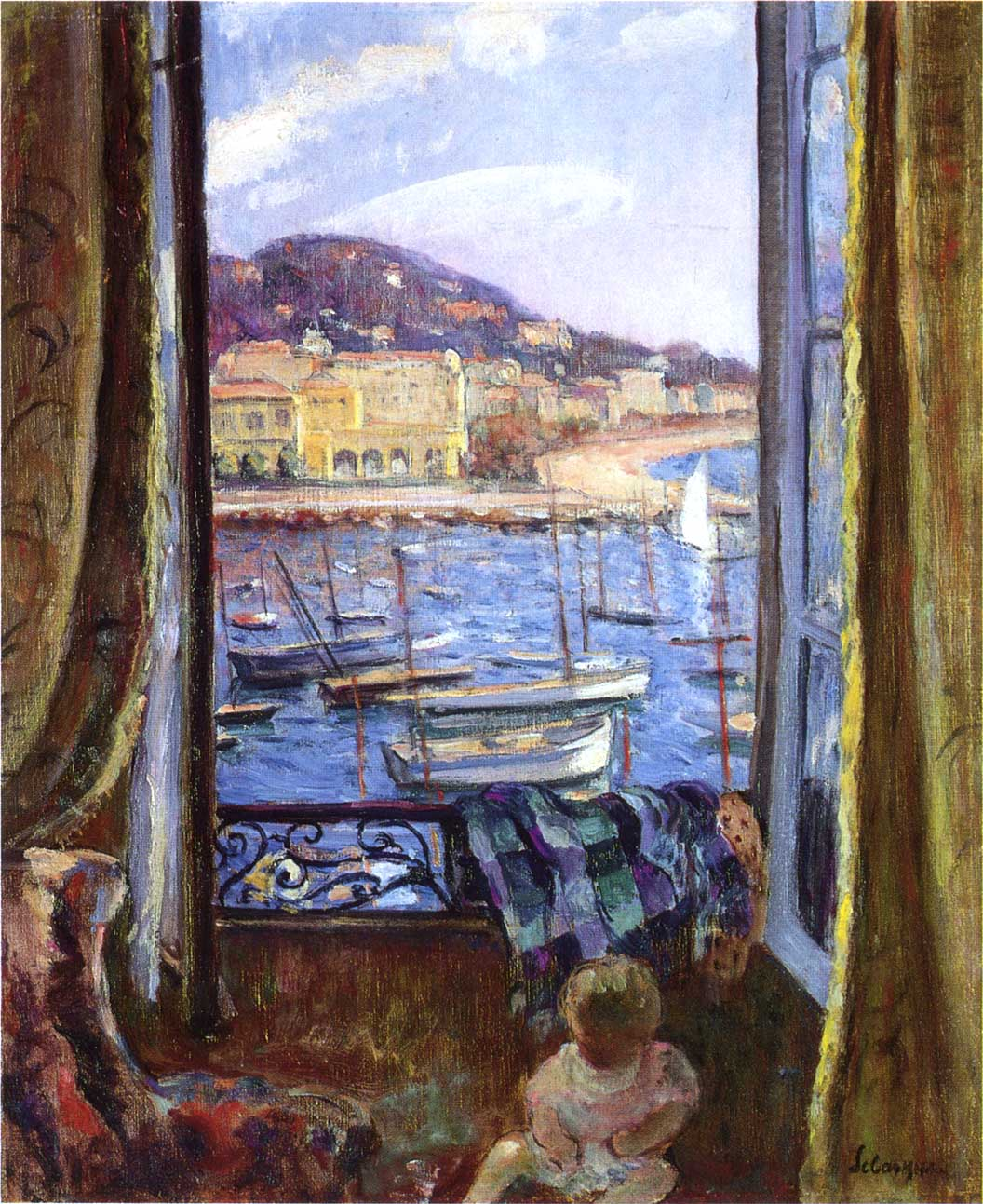
Quai Saint-Pierre à Cannes, Henri Lebasque, collection particulière

Le quai Saint-Pierre est une voie de la commune française de Cannes dans le département des Alpes-Maritimes en région Provence-Alpes-Côte d'Azur. 

## Situation et accès
Situé dans le quartier du Suquet, le quai Saint-Pierre débute à l'intersection de la place Bernard Cornut-Gentille où se trouve la gare des autobus, aux murs peints de réminiscences cinématographiques, et de la promenade de la Pantiero, au pied de la façade ouest de l'hôtel-de-ville. Il longe le côté ouest du Vieux-Port et se termine à l'intersection du quai Max Laubeuf qui continue de longer le port vers le sud, de la rue du Port qui descend du Suquet depuis le nord et du boulevard du Midi-Jean-Hibert au début duquel est implanté l'hôtel Radisson Blu et qui longe ensuite la mer en direction de la Croix-des-Gardes vers l'ouest.

## Historique
Construit en 1838, grâce à l'influent lord Brougham, les Anglais ayant à cœur d'apporter les meilleurs aménagements à leur région d'élection, le quai Saint-Pierre s'est développé pour atteindre sa morphologie actuelle en 1955. Entre-temps, des habitations et des commerces sont construits sur les terrains bordant le port, vendus aux enchères publiques par les domaines. Le quai Saint-Pierre a fait l'objet en 2012 d'une restructuration changeant son identité visuelle en supprimant les stationnements et en passant au presque piétonnier (80/20). Un oratoire est conservé sur l'emplacement, face au gigantesque Radisson, de l'ancienne petite église du saint patron des pêcheurs qui a donné son nom au quai.

## Bâtiments remarquables et lieux de mémoire
Le quai est surplombé par la colline du Suquet à laquelle s'adossent ses immeubles de style italien à trois et quatre étages. Un alignement de restaurants ouvrant leurs terrasses sur un large trottoir-promenade planté de palmiers au pied des immeubles fait face au Vieux-Port séparé par une chaussée à deux voies et également longé par un vaste trottoir. Construit au XIXe siècle, le port, dans lequel les yachts du festival international de la plaisance ont remplacé les vieux gréments, est inscrit à l'inventaire général du patrimoine culturel dans le cadre du recensement du patrimoine balnéaire de Cannes.

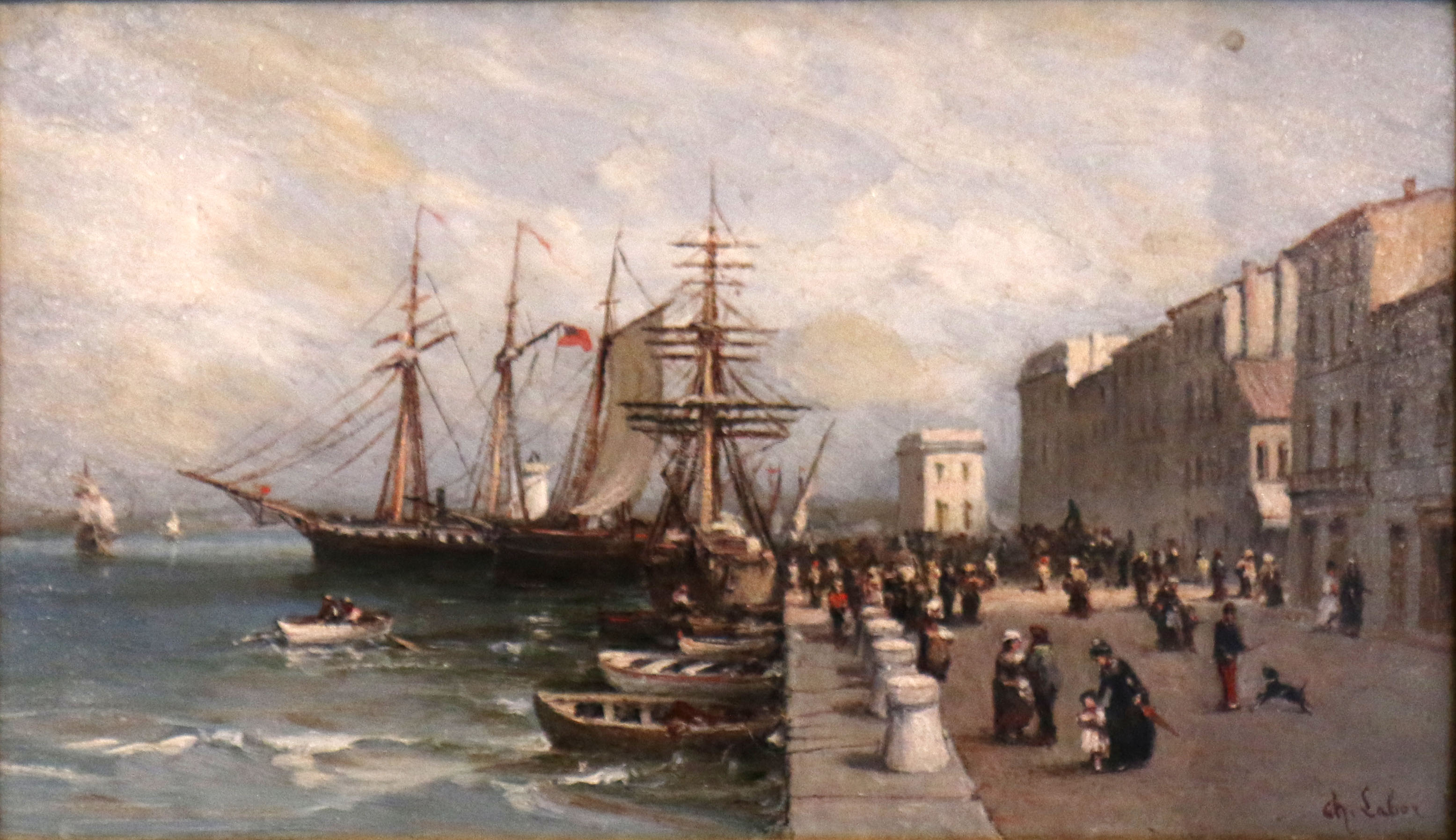
Le Quai Saint-Pierre et le bâtiment de la douane (XIXe siècle), Charles Labor, musée de la Castre
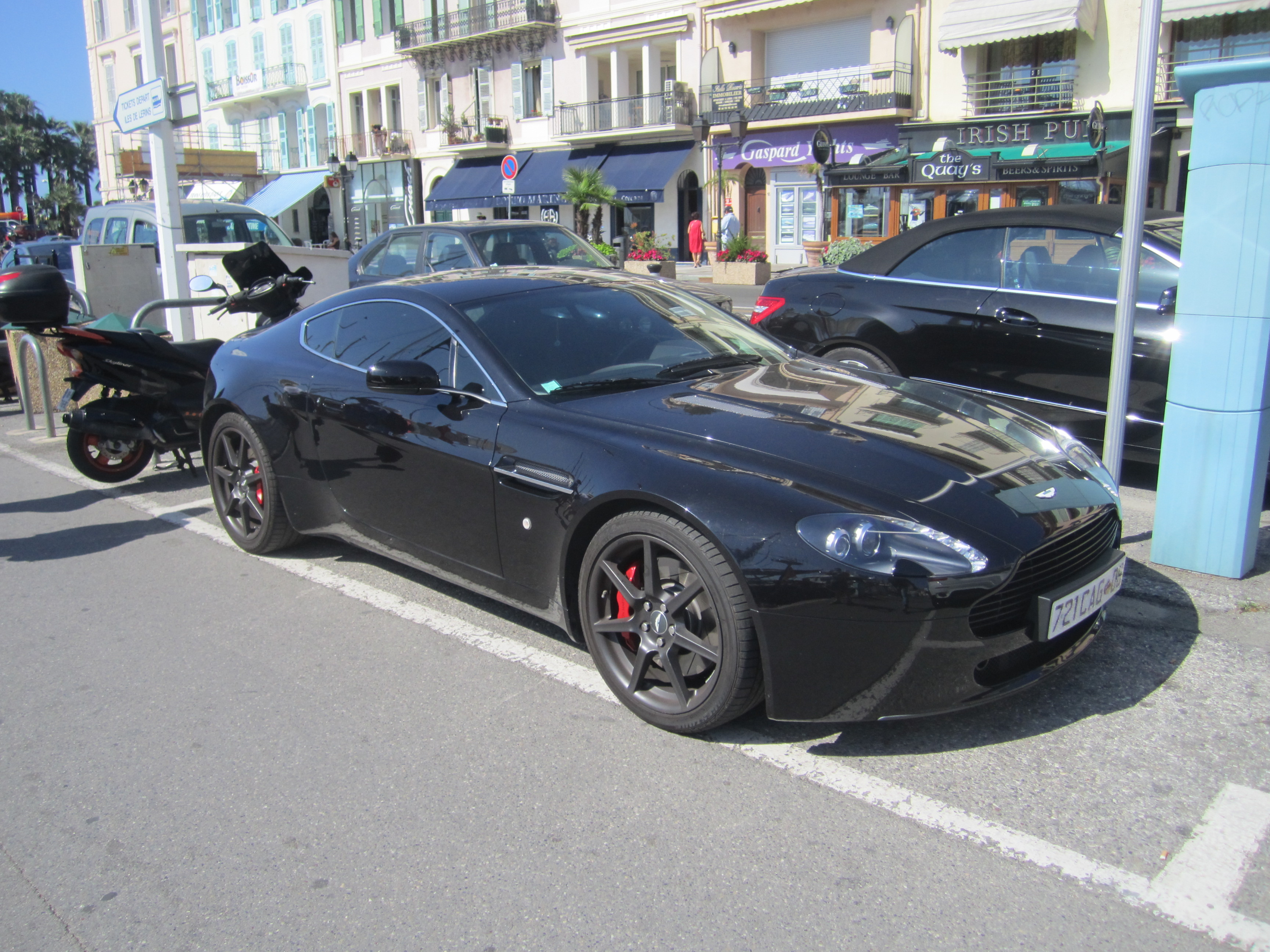
Aston Martin V8 Vantage stationnée quai Saint-Pierre.
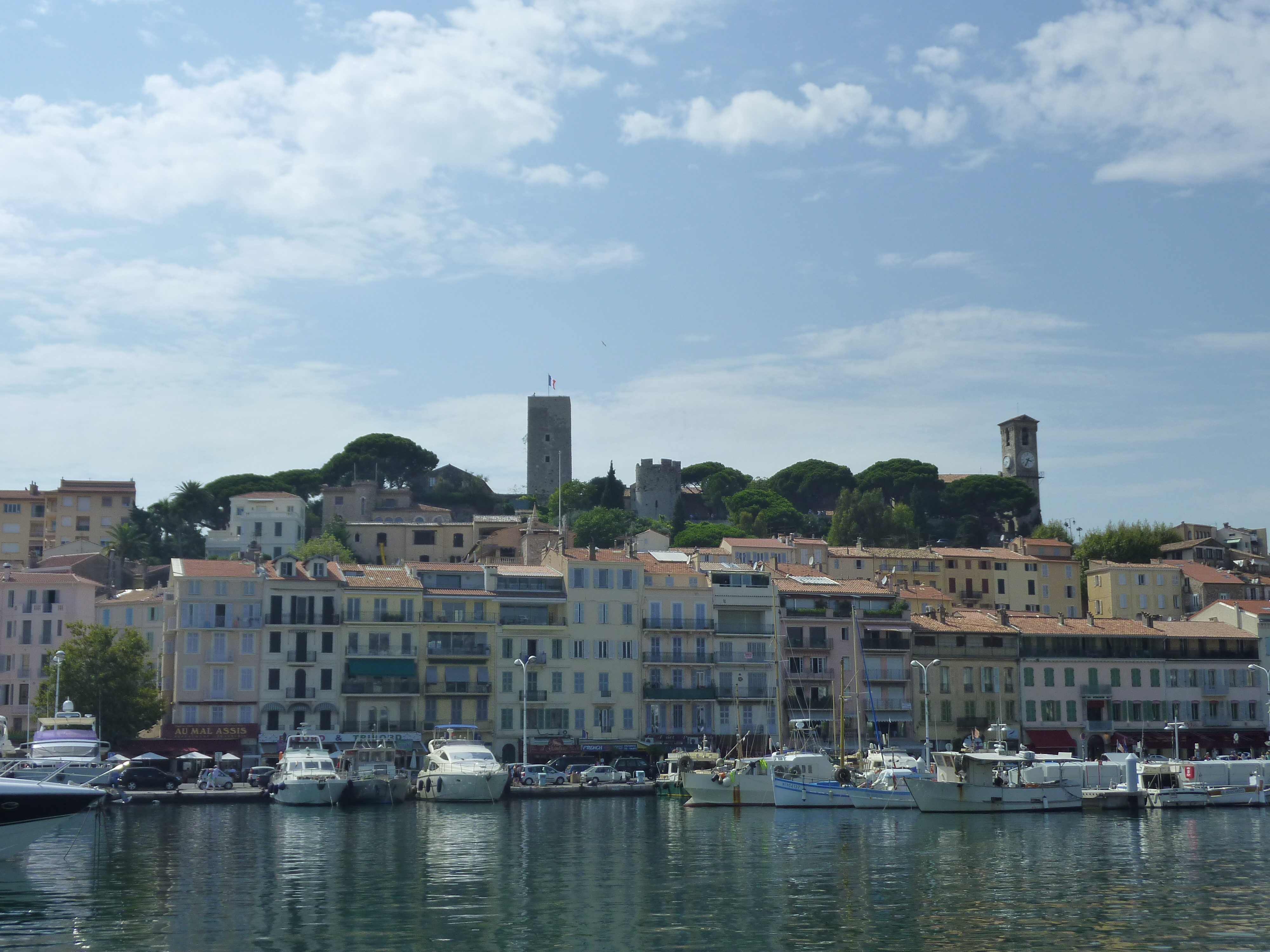
Les façades du quai Saint-Pierre au pied de la colline du Suquet